# Jacek Huchwajda
Jacek Heinrich Huchwajda (Poznań, 3 aprile 1967) è un ex schermidore tedesco, vincitore di due medaglie di bronzo ai campionati mondiali di scherma.